# Nesiotoniscus ferrarai
Nesiotoniscus ferrarai är en kräftdjursart som först beskrevs av Roberto Argano och Manicastri 1990.  Nesiotoniscus ferrarai ingår i släktet Nesiotoniscus och familjen Trichoniscidae. Inga underarter finns listade i Catalogue of Life.